# Гуам на Универсиадах
Гуам принимает участие в Универсиадах начиная с летней Универсиады 1991 года в Шеффилде. На зимних Универсиадах спортивная делегация Гуама не участвовала ни разу.
На настоящее время (после летней Универсиады 2021 и зимней Универсиады 2023) спортсмены Гуама на всех Универсиадах медалей не завоевали.